# Franck Bouyer
Franck Bouyer (Beaupréau, 17 marzo 1974) è un ex ciclista su strada francese.

## Carriera
Sofferente di narcolessia, era in grado di svolgere l'attività ciclistica solamente con l'utilizzo del modafinil, uno stimolante in grado di ritardare il sonno. Per questa motivazione ha avuto una lunga vicenda giudiziaria con l'UCI: sospeso una prima volta nel 2004, l'anno successivo viene prima fermato dal TAS e poi autorizzato dalla WADA a riprendere l'attività. Nel marzo del 2006 viene fermato nuovamente dall'UCI; rimasto quindi senza squadra, decide di ricorrere contro l'UCI e contro la WADA, prima di tornare finalmente a gareggiare nel 2009, dopo che l'utilizzo di una molecola analoga non era stato considerato come doping.

## Palmarès

### Strada
- 1995 (Castorama, una vittoria)

7ª tappa Mi-août en Bretagne (Lanester > Lanester)
- 2001 (Bonjour, due vittorie)

1ª tappa Tour du Limousin (Limoges > Saint-Yrieix-la-Perche)
Classifica generale Tour du Limousin
- 2002 (Bonjour, due vittorie)

Tour de Vendée
Coppa di Francia
- 2004 (Brioches La Boulangère, due vittorie)

1ª tappa Circuit de la Sarthe (Saint-Jean-de-Monts > Vallet)
Parigi-Camembert
- 2010 (Bbox Bouygues Telecom, una vittoria)

Classifica generale Tour de Bretagne

#### Altri successi
- 1996 (Agrigel-La Creuse)

Bol d’Or International Classic
- 2012 (Team Europcar)

Prologo Tour Alsace (Sausheim, cronosquadre)

## Piazzamenti

### Grandi Giri
- Giro d'Italia

2001: ritirato (13ª tappa)
- Tour de France

1996: ritirato (14ª tappa)
1998: 94º
2000: 122º
2001: 74º
2002: 114º
- Vuelta a España

2009: ritirato (13ª tappa)

### Classiche monumento
- Liegi-Bastogne-Liegi

1999: ritirato
2002: 30º
2003: ritirato
2004: ritirato
2012: ritirato

### Competizioni mondiali
- Campionati del mondo

Lisbona 2001 - In linea Elite: ritirato